# Hayrullah Şahin
Hayrullah Şahin, znany także jako Hayrullah Şahinkaya (ur. 1 lutego 1934 w Amasyi) – turecki zapaśnik walczący w stylu wolnym. Dwukrotny olimpijczyk. Ósmy w Rzymie 1960; odpadł w eliminacjach w Tokio 1964 roku. Walczył w kategorii 63 – 67 kg. 
Wicemistrz świata w 1957; trzeci w 1959; szósty w 1961 roku.